# Xavier Beauvois
Xavier Beauvois (* 20. března 1967 Auchel, Francie) je francouzský filmový herec, režisér a scenárista. Jako herec se představil například ve filmech Le Vent de la nuit (1999), Disco (2008) nebo Ve spěchu (2012).
Jeho film Nezapomeň, že zemřeš získal v roce 1995 cenu poroty na filmovém festivalu v Cannes. V roce 2010 získal za film O bozích a lidech Césara pro nejlepší film.

## Filmografie (výběr)
- Nord (1991)
- Nezapomeň, že zemřeš (1995)
- Le jour et la nuit (1997)
- Le Vent de la nuit (1999)
- Selon Matthieu (2000)
- Komisař (2005)
- Zabiják (2007)
- 24 mesures (2007)
- Síla odvahy (2008)
- Disco (2008)
- O bozích a lidech (2010)[1]
- Ve spěchu (2012)
- Sbohem, královno (2012)
- Zámek v Itálii (2013)
- Láska je dokonalý zločin (2013)
- Cena slávy (2014)
- Monsieur Chocolat (2016)
- Vnitřní slunce (2017)
- Les Gardiennes (2017)
- Django (2017)
- Podnik na Pigalle (2018)
- Albatros (2021)